# Crisco

Logo von Crisco

Crisco ist eine Marke in den Vereinigten Staaten, die vor allem mit dem seit 1911 als pflanzliches Brat- und Backfett vertriebenen Shortening gleichen Namens verbunden wird. Die Marke gehörte ursprünglich zu Procter & Gamble, wurde aber 2002 an The J. M. Smucker Company verkauft, und ist seit ihrem weiteren Verkauf 2020 Bestandteil der Firma B&G Foods. 

## Geschichte

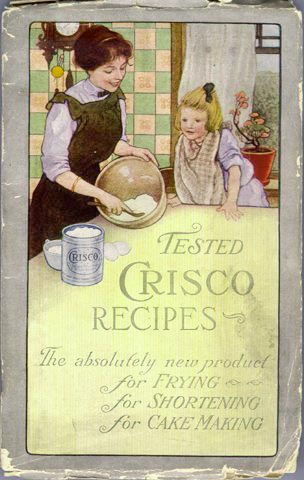
Kochbuch „Getestete Crisco-Rezepte“ aus dem Jahre 1912

Das Unternehmen Procter & Gamble stellte zu Beginn des 20. Jahrhunderts Kerzen und Seifen her. Mit Erfindung und wachsender Beliebtheit der Glühbirne drohte dem Unternehmen ein Umsatzeinbruch bei Kerzen, daher suchte man nach einer alternativen Absatzmöglichkeit für das bei der Produktion zum Einsatz kommende Baumwollsamenöl. Der für das Unternehmen arbeitende deutsche Chemiker Edwin C. Kayser entwickelte 1908 ein Verfahren, mit dem Baumwollsamenöl durch Hydrierung teilweise gehärtet werden kann. Dabei werden zusätzliche Wasserstoffatome in die Fettsäureketten eingebaut, mit dem Ergebnis, dass das Fett bei normalen Lagertemperaturen eine feste Konsistenz behält und auch bei längerer Lagerung nicht ranzig wird.
Die Verwendung dieser gehärteten Fette in Seifen erwies sich als nicht zufriedenstellend. Zur gleichen Zeit brach durch die zunehmende Verbreitung der Elektrizität der Kerzenmarkt ein. Da das gehärtete Baumwollsamenöl in Aussehen und Konsistenz an Schmalz erinnerte, entschied Procter & Gamble, es als Nahrungsmittel zu verkaufen. Der ursprüngliche Name sollte Krispo lauten, musste wegen markenrechtlicher Probleme jedoch geändert werden. Der zweite Vorschlag Cryst scheiterte an der klanglichen Ähnlichkeit zu Christ. Der Name Crisco leitet sich von „crystallized cottonseed oil“ ab. Es war das erste rein pflanzliche Shortening auf dem Markt.
Procter & Gamble startete eine Werbekampagne, die sich direkt an amerikanische Hausfrauen wandte und Crisco als eine gesündere Alternative zu Schmalz und Butter anpries. Zum Erfolg trug bei, dass ab 1912 kostenlose Kochbücher mit dem Titel The Story of Crisco verteilt wurden, in denen jedes Rezept die Verwendung von Crisco erforderte.

## Produkte
Crisco bestand ursprünglich zu 100 % aus teilweise gehärtetem Baumwollsamenöl. 1960 kam außerdem ein Pflanzenöl auf den Markt. Dem 1976 entwickelten Puritan Oil war Sonnenblumenöl beigemischt, es sollte eine cholesterinärmere Alternative darstellen. Seit 1988 besteht Puritan Oil aus 100 % Rapsöl. Zum Sortiment gehören außerdem Maisöl, Olivenöl, Erdnussöl und Kochsprays.
Nachdem die trans-Fettsäuren, die bei der industriellen Herstellung teilweise gehärteter Fette entstehen, immer mehr in die Kritik von Ernährungswissenschaftlern gerieten, änderte die J. M. Smucker Company im Januar 2007 die Rezeptur von Crisco. Crisco besteht nun aus einer Mischung aus vollständig gehärtetem Baumwollsamenöl und teilweise gehärtetem Soja- und Baumwollsamenöl. Damit enthält es pro Portion (12 g) weniger als 0,5 g trans-Fettsäuren und darf deshalb laut der Definition der amerikanischen Food and Drug Administration in den USA als transfettfrei bezeichnet werden. Die Kocheigenschaften und der Geschmack sollen sich laut Unternehmen nicht geändert haben.

## Sonstige Verwendung

### Crisco als Hausmittel
Crisco ist in den USA auch ein vielseitig verwendetes Hausmittel. Es wird eingesetzt, um das Wundreiben der Haut zu vermeiden, zum Beispiel bei Windeldermatitis bei Babys. Es wird unter anderem auch als Make-Up–Basis, Schmiermittel, Fleckentferner und zur Holzpflege benutzt, sowie zum Einbrennen von Kochgeschirr aus Gusseisen.

### Crisco als Gleitmittel
Crisco ist vor allem in der Schwulenszene der USA ein beliebtes Gleitmittel beim Analverkehr und Fisten. In den 1970er-Jahren erreichte es eine größere Verbreitung als Vaseline, dadurch begünstigt, dass es billig, geruchsneutral und überall erhältlich ist. Für das Fisten sind auch große Gebinde vorteilhaft, in die man mit der ganzen Hand eintauchen kann. Es gab unter anderem der schwulen Crisco Disco in New York ihren Namen. Die Verwendung hat seit der Entdeckung des HI-Virus nachgelassen, da es wie alle fetthaltigen Gleitmittel Latex angreift und latexbasierte Kondome und Handschuhe zum Reißen bringen kann.

## Trivia
In der Komödie Big Mama’s Haus wird Crisco neben der Zubereitung von Essen auch als Geburtshilfe verwendet („Das Baby soll wie geschmiert auf die Welt kommen“), was wohl eine Anspielung auf die vielseitigen Einsatzmöglichkeiten von Crisco sein soll. Allerdings ist von Crisco nur in der englischsprachigen Fassung die Rede. In der deutschen Synchronfassung wird stattdessen Butterschmalz verwendet.
Auch im Film The Help werden die vielfältigen Einsatzmöglichkeiten von Crisco betont.
Darüber hinaus fand das Bratfett Crisco auch musikalische Erwähnung. 1984 brachten Frankie Goes to Hollywood auf ihrem Album Welcome to the Pleasuredome das Lied Crisco Kisses heraus. Dieses behandelt die oben erwähnte Funktion von Crisco als Gleitmittel. Ferner wird Crisco in dem Lied Broken Hearts Are for Assholes von Frank Zappa erwähnt.
In der Serie Scrubs – Die Anfänger Saison 5, Episode 14 (My Own Personal Hell) reibt J.D. Keiths Rücken mit Crisco an Stelle von Sonnencreme ein.